# Kenza Fourati
Kenza Fourati (13 de mayo de 1987) es una modelo tunecina-français.

## Primeros años y educación
Fourati nació en Lille, Francia, el 13 de mayo de 1987. Se mudó a Túnez con su familia cuando tenía tan solo dos meses de edad, creciendo en la ciudad costera de La Marsa en Túnez.
La madre de Fourati, Dora Bouchoucha, es una productora de películas tunecina, y su padre, Kamel Fourati, es un radiologista en Túnez. Su abuelo paterno, Mohamed Fourati, fue un cardiólogo y un pionero de los trasplantes de corazón en Túnez. Su abuela paterna, Michèle Roly, es francesa y nativa de Lille, en el norte de Francia. Fourati tiene una hermana pequeña, Maleke Fourati, quien estudió economía.
Fourati asistió a un colegio francés en Túnez y comenzó a modelar tras graduarse. Poco después, se mudó a París,  para estudiar en L'Universite de la Sorbonne. Fourati se graduó en Literatura y Artes en 2008. Luego se mudó a Londres para estudiar producción de películas en Kingston University, donde continuó modelando Fourati dice haber querido convertirse en directora de cine desde pequeña. Ha estudiado actuación en New York Film Academy desde 2011.
Fourati habla árabe, inglés, francesa y "un poco de italiano". Tiene tanto la nacionalidad tunecina como francesa.

## Carrera y activismo político
En 2002, Fourati quedó en tercer lugar en Elite Model Look a la edad de 15 firmó con Elite Model Management.  Ha aparecido en revistas como Vogue Paris, Elle, Marie Claire, L'officiel Voyage, Grazia y GQ. Fourati ha desfilado para Armani, Céline, Gianfranco Ferré, Jean Paul Gaultier, Stella McCartney, Tommy Hilfiger, Valentino y Vivienne Westwood.
En 2005, apareció en la película francesa Frankie junto a Diane Kruger. En octubre de 2010, junto al actor tunecino Dhaffer L'Abidine, Fourati copresentó y cerró el Carthage Film Festival.
En noviembre de 2013, Fourati lanzó su propia línea de ropa en Tunis, Túnez.

### Sports Illustrated Swimsuit Issue, 2011
Fourati apareció en Sports Illustrated Swimsuit Issue en 2011.
Debido a la Revolución Tunecina, Fourati se volvió defensora de la expresión artística en Túnez:
Como la primera modelo musulmana arábica en figurar en Sports Illustrated, creó debates entre la sociedad tunecina y sobre la religión musulmana en el exterior.

### Portada de Tunivisions, agosto de 2011
En agosto de 2011, durante el mes musulmán del Ramadhan, Fourati apareció en un bikini y con pintura corporal en Tunivisions, lo que causó controversia.

### Participación en la revolución tunecina (2010–2011)
A pesra de que estaba viviendo en el extranjero en aquel momento, Fourati participó en la revolución que llevó a derrocar a Zine El Abidine Ben Ali.

## Vida personal
Fourati ha vivido en Túnez, Francia, el Reino Unido y Estados Unidos. En la actualidad reside en Nueva York.
Fourati mantuvo una relación con el cantabte de R & B, Ryan Leslie y apareció en varios videoclips de Ryan.
El 26 de abril de 2016, Fourati se casó Ayman Mohyeldin, un periodista de NBC News, en una íntima ceremonia en el estado de Georgia.
Fourati reveló en una entrevista con "Vogue Arabia" que estaba esperando su primer hijo con su esposo a principios de 2017.  Su hija, Dora Fourati Mohyeldin, nació en Nueva York el 12 de marzo de 2017.